# Poggio-Mezzana
 Poggio-Mezzana  là một xã ở tỉnh Haute-Corse trên đảo Corse, Pháp. Xã này có diện tích 8,9 km², dân số năm 1999 là 403 người. Khu vực này có độ cao trung bình 252 mét trên mực nước biển.